# 李アンサノ
李 アンサノ（イ・アンサノ、이 안사노、1938年9月26日 - 2014年6月9日）は、韓国出身の元プロボクサー。元韓国ミドル級および東洋スーパーウェルター級王者。韓国重量級の選手。ソウル生まれ。

## 来歴
1962年デビュー。1965年7月3日に韓国ミドル級王座を獲得。翌1966年3月13日、川上林成引退により空位となった東洋ジュニアミドル級タイトルを藤田洋光と争って勝利、東洋王座に就く。2度の防衛に成功したが、1964年5月10日、溝口宗男に3回終了TKO負けで王座から陥落した。
1970年4月18日、再び韓国王者となるも、翌1971年4月3日に柳済斗に敗れて王座から陥落。10月2日の試合を最後に引退した。